# Listerby
Listerby is een plaats in de gemeente Ronneby in het landschap Blekinge en de provincie Blekinge län in Zweden. De plaats heeft 672 inwoners (2005) en een oppervlakte van 105 hectare.

## Verkeer en vervoer
Bij de plaats loopt de E22/Riksväg 27.